# Hrboltová
Hrboltová je bývalá samostatná obec, dnes městská část Ružomberka.
Hrboltová se nachází v severozápadní části města, na pravém břehu řeky Váh. Nachází se zde i čistička odpadních vod (ČOV) a železniční zastávka.
Chloubou Hrboltové je římskokatolický kostel svaté Kateřiny Alexandrijské. U kostela se nachází studánka - tzv. pramen svaté Kateřiny. Svatá Kateřina je patronkou studentů, učitelů, filosofů, kazatelů. Je pramenem moudrosti a vzdělanosti. Možná díky ní je dnes v Ružomberku Katolická univerzita.
Je zde 8 ulic s názvy: Potočná, Priehrada, Prúty, Príjazdová, Mlynská, Sadová, Ostrá, Záskalie. Každá ulice se podle něčeho jmenuje, např. Potočná ulice – podél ulice teče potok, který nemá název.